# West of England Main Line
West of England Main Line – linia kolejowa z London Waterloo do stacji Exeter St Davids w hrabstwie Devon. Do stacji Basingstoke jest tożsama z linią South Western Main Line. Jej kontynuacją są linie Exeter - Plymouth i Cornish Main Line. Przebiega przez hrabstwa Berkshire, Hampshire, Wiltshire, Dorset Somerset i Devon. Linia otwierana była etapami od 1854 do 1860 r. Na linii kursują pociągi pośpieszne. Głównym operatorem linii jest South West Trains. Między Londynem a Exeterem linią West of England istnieje 14 połączeń dziennie.

## Stacje na linii
- Basingstoke
- Overton
- Whitchurch
- Andover
- Grateley
- Salisbury – połączenie z Wessex Main Line
- Tisbury
- Gillingham
- Templecombe
- Sherborne
- Yeovil Junction
- Crewkerne
- Axminster
- Honiton
- Feniton
- Whimple
- Pinhoe
- St James Park – połączenie z Avocet Line

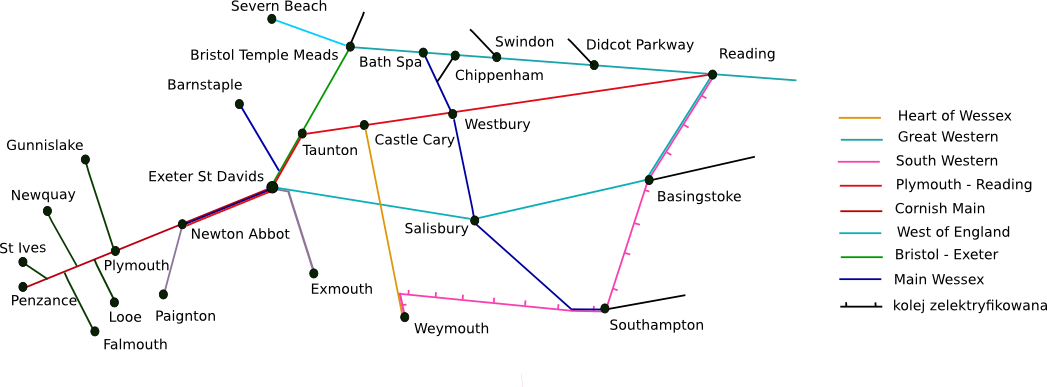
Mapa linii kolejowych w południowej Anglii

- Exeter Central
- Exeter St Davids